# Győri Elek
Győri Elek (Tiszaladány, 1905. július 16. – Tiszalök, 1957. december 23.) naiv festőművész.

## Életútja
Gyermekéveit Tokajban töltötte. 1919-ben bal szeme megsérült. Kovácsmesterséget tanult Tokajban, ezt a szakmát is gyakorolta hat évig. Palavesszővel kezdett rajzolni falusi életképeket. 1931-ben a Vasárnap című lap szerkesztőségének elküldte rajzait, s válasz gyanánt biztatást kapott, valamit elküldik neki Bálint Jenő műkritikus Benedek Péterről szóló könyvét, s Bálint pártfogásába vette. Az 1931-ben Budapestre ment, ahol napszámosként dolgozott a Goldberger-gyárban. Életét bútorkocsiban, később pincelakásban tengette nyomorúságos körülmények között. Egyre többet foglalkozott a festészettel. Az 1930-as években több műpártoló is támogatta, a népi írók is felfigyeltek rá, s gyakran szerepelt az Őstehetségek kiállításain, ahol 1934-ben mutatkozott be. 1938-ban Hollandiában állított ki. 1940 ősze és 1943 között a Képzőművészeti Főiskolán folytatott művészeti tanulmányokat. 1945-ben visszatért szülőfalujába, Tiszaladányba. A patikában tréfálkozva várt arra, hogy orvosságát elkészítsék, majd hirtelen a szívéhez kapott és ott hunyt el a gyógyszertárban. Holttestét a tiszaladányiak húzták haza szánkón és temették el. 

## Emlékezete
Halála után a következő helyeken mutatták be képeit: 1964 Linz, 1966 Pozsony, 1967 Székesfehérvár, Nyíregyháza, 1970 Miskolc, Budapest, 1972 Winterthur (Svájc), Budapest (Magyar naiv művészet a XX. században), 1975 Kunsthaus, Zürich (Svájc). 
Alkotásaiból szülőházában emlékkiállítást rendeztek be. Születésének 110. évfordulóján avatták fel mellszobrát a tiszaladányi faluház bejáratánál (Makoldi Sándor Gyula alkotása).